# Briñas
Briñas es un municipio de la comunidad autónoma de La Rioja (España). Se sitúa en el noroeste de la provincia entre la sierra del Toloño y el margen izquierdo del río Ebro. Depende del partido judicial de Haro.

## Historia
Algunos investigadores ubican la mansión romana de Deóbriga en el meandro Tondon-Dondon, junto a la actual Briñas, donde habría existido un puente sobre el Ebro que comunicaba ambas orillas y que permitía continuar el tránsito que venía del paso de las Conchas de Haro, paso junto al que se sabe que existieron poblaciones desde la edad de Hierro.
Gran parte de la confusión con respecto a la localización de Deobriga viene dada por su mención en la ruta 34 (Ab Asturica Burdigalam) del itinerario de Antonino, que marca que había 112 millas entre Briviesca y Pamplona, e indica las grandes mansiones de la ruta y su distancia en millas. Con esas distancias se han especulado diferentes trazados para unir estas dos ciudades principales, Virovesca y Pompelone, haciendo corresponder las mansiones con poblaciones aún existentes o yacimientos arqueológicos. Ninguna posible ruta estudiada había conseguido cuadrar las medidas para situar las posibles mansiones en poblaciones antiguas, aunque una nueva teoría que situaría Deobriga en Dondon-Tondon y Briñas cuadra las distancias.
Últimamente han aparecido noticias sobre la antigüedad de este lugar, se sospecha de un Santuario Celtíbero en "Piedra Redonda" en el meandro de Tondonia, donde estuvieron los pueblos de Dondon-Tondon; y enfrente de este meandro en el yacimiento de Torrentejo en el término de Labastida (Álava) ha aparecido cerámica calcolítica de 4000 años de antigüedad. Este lugar, se encuentra a la vista el Monte Toloño (Tulonio), y el Monte Bilibio (Baelibio), considerados en la antigüedad montes sagrados, y como consecuencia dioses; ya que aparecieron en 1799 una lápida romana al dios Tulonio en Alegría de Álava, y otra 1988 al dios Baelibio en Angostina de Álava.
En 1047 la villa junto con Dondon (hoy Carabriñas), es cedida al monasterio de Leyre por Sancho Fortúnez, tras haberla recibido este de García de Navarra después de luchar en Tafalla contra el rey Ramiro I de Aragón. este cartulario corrobora que hasta la Edad Media la unión Dondon-Briñas se mantuvo.
El 3 de julio de 1072 aparece nombrada la villa cuando los reyes navarros Sancho de Peñalén y su esposa Placencia, otorgan la villa de Tondón al monasterio de Leire.
En la llamada Carta de Dondon del cartulario de Leire de 1085, aparece Briñas nombrado Brinias y Bringas

"...que villa est sita iusta flumen Hiberim prope villa que dicitur Bringas Santi Salvatori Leionrensis monasterii. Et in ipsa eadem villa Brinias dono similiter quanturum camparavi in terris et vineis de christianis et iudeis,..."

Briñas dependió de Haro hasta el siglo XVII, años en los que creció en población y se constituyó como núcleo independiente. El hecho fue el siguiente: Haro, la Judería de Tondon y Briñas formaba un núcleo de población interrumpida que se quebró al expulsar a los judíos en 1492, despoblando el meandro, que se convirtió en tierras de labranza, con los dineros sacados y las expropiaciones realizadas a los judíos se construyó la Iglesia de Santo Tomás en los primeros años del siglo XVI. Haro ganó una bella iglesia, pero perdió un pueblo. Los habitantes de Briñas al estar separados de Haro por el despoblado de Tondón-Dondon decidieron escindirse como barrio de Haro; hubo un fuerte pleito ante la negativa de Haro, pero el 21 de septiembre de 1632, el Rey Felipe IV concedió dicha escisión y autorizó a que Briñas formará Concejo propio.
En 1790 Briñas fue uno de los municipios fundadores de la Real Sociedad Económica de La Rioja, la cual era una de las sociedades de amigos del país creadas en el siglo XVIII conforme a los ideales de la ilustración.
Se inscribió como Haro en el señorío de los duques de Frías hasta la supresión de los señoríos en 1811.
En marzo de 1834, en el puente sobre el Ebro denominado puente de Briñas, hubo enfrentamientos entre carlistas y liberales, donde todavía hoy se conserva un monumento en recuerdo a las víctimas.

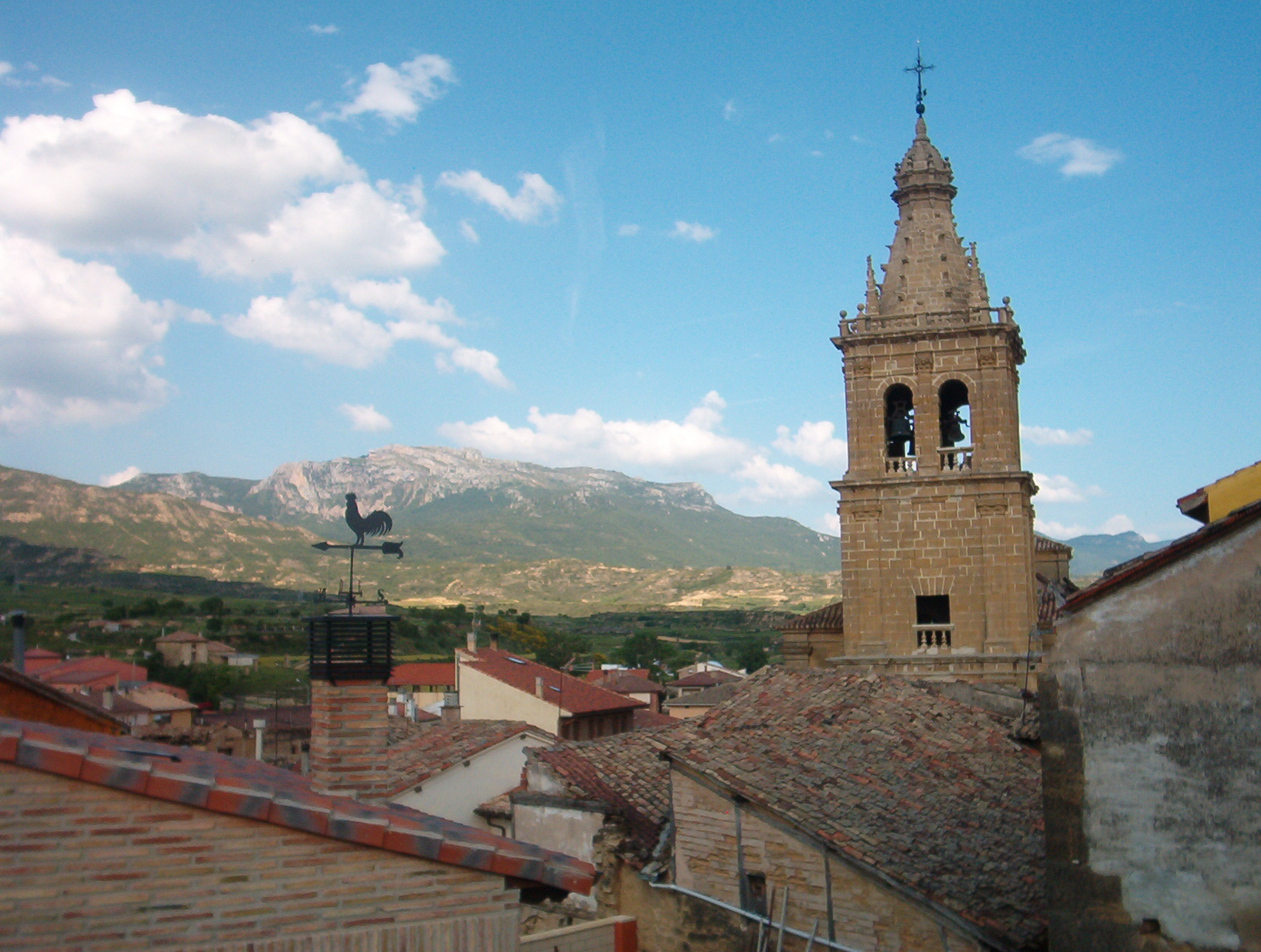
Torre de la iglesia.

## Lugares de interés

### Edificios y monumentos

#### Iglesia de la Asunción
Fue trazada a finales del siglo XVI, pero construida a lo largo del XVII y XVIII, por lo que su construcción actual es fundamentalmente barroca.
Está situada entre la plaza de la Iglesia y la plaza de la Constitución.
Tiene incoado expediente como Bien de Interés Cultural en la categoría de Monumento desde el 1 de julio de 1982.

#### Humilladero

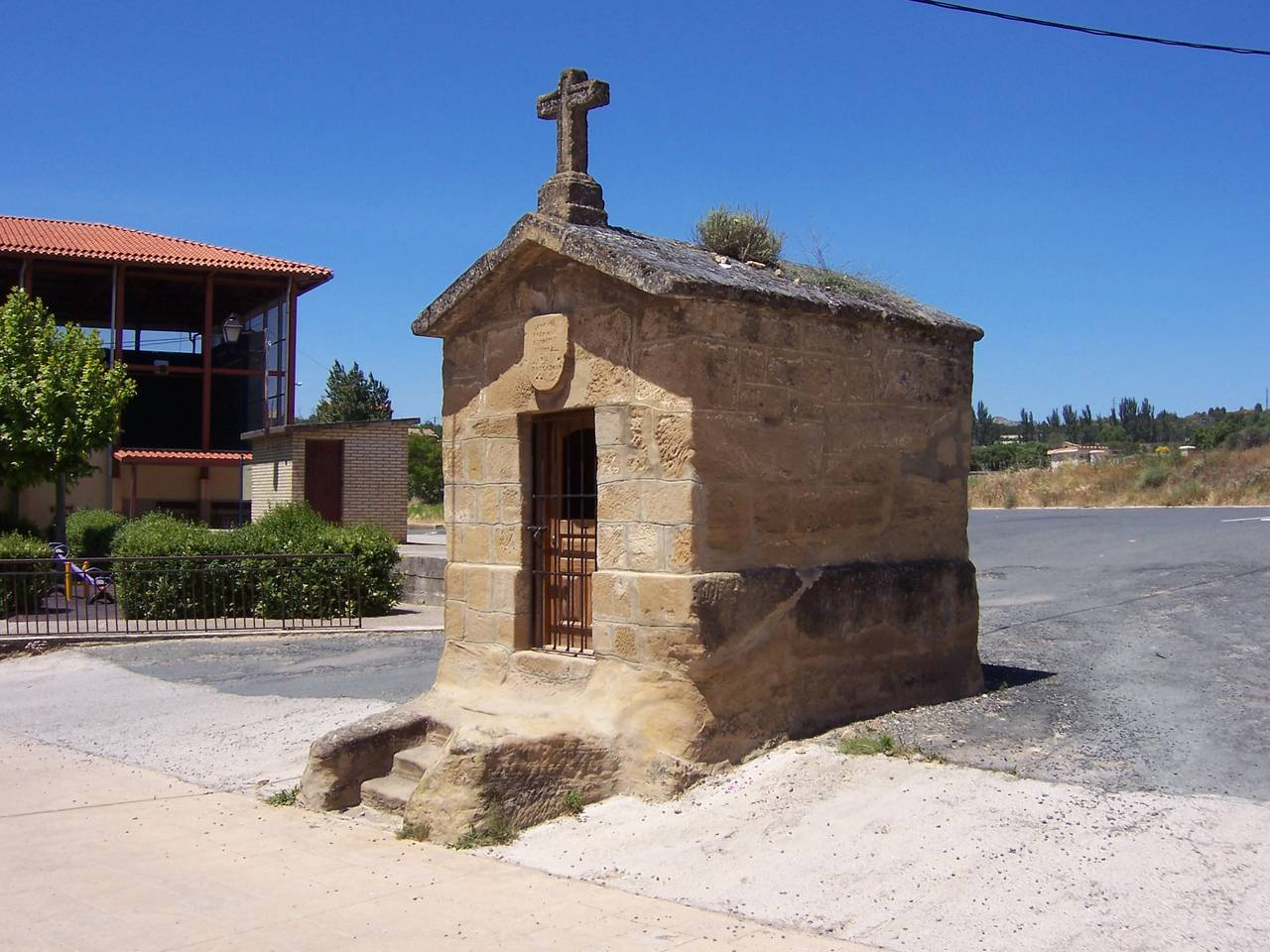
Humilladero.

El humilladero, construido a mediados del siglo XVII, está cubierto por una bóveda de medio cañón. En su interior se venera un Cristo.
Situado en la salida a Labastida.

#### Crucero

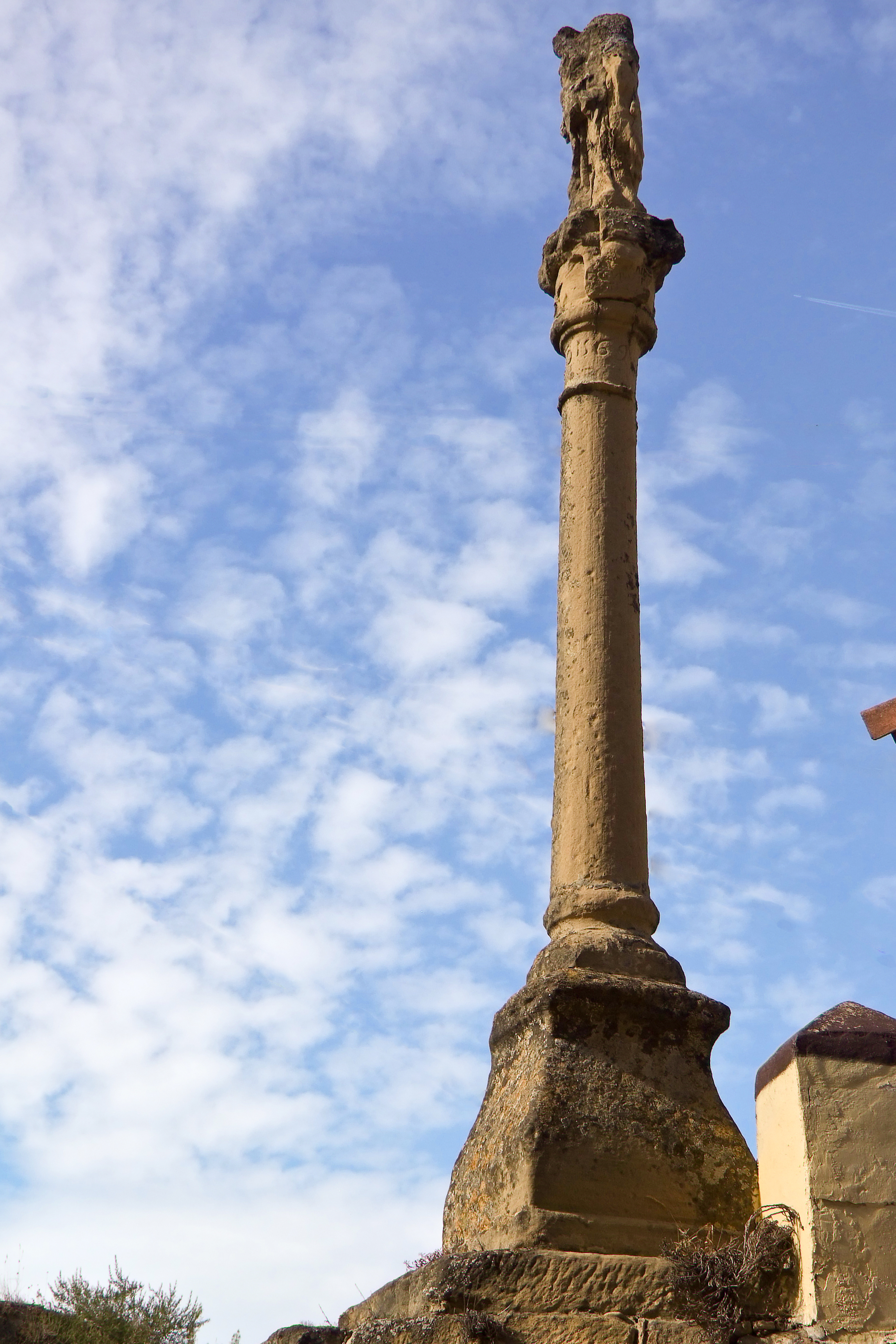
Crucero.

Está datado en el año 1569 y se sitúa cerca del Humilladero. Está muy erosionado por la intemperie y ya apenas se distingue el capitel en el que aparecía la Inmaculada Concepción y una inscripción.

#### Ruinas de la Ermita de San Marcelo
Al final de la calle San Marcelo se encuentran algunos restos de lo que fue una ermita.

#### Santuario Celtibero

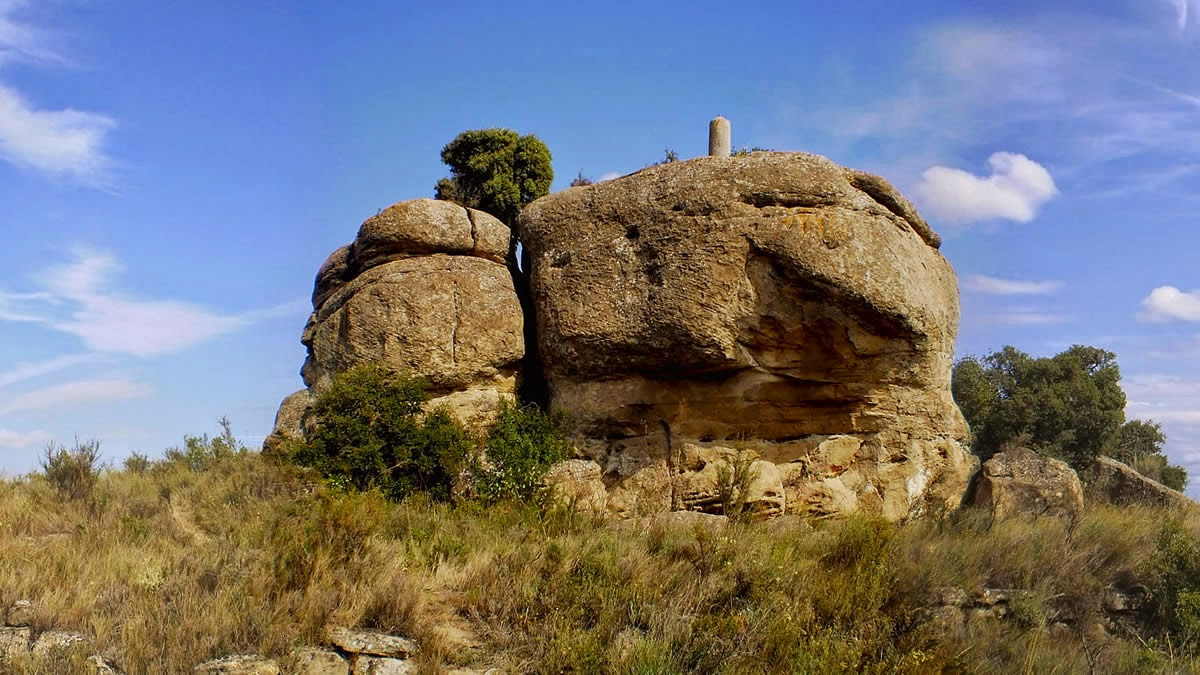
Se puede ver desde de Briñas "Piedra Redonda" en el meandro de Tondonia sospechosa de contener un Santuario Celtibero.

#### El río Ebro a su paso por Briñas

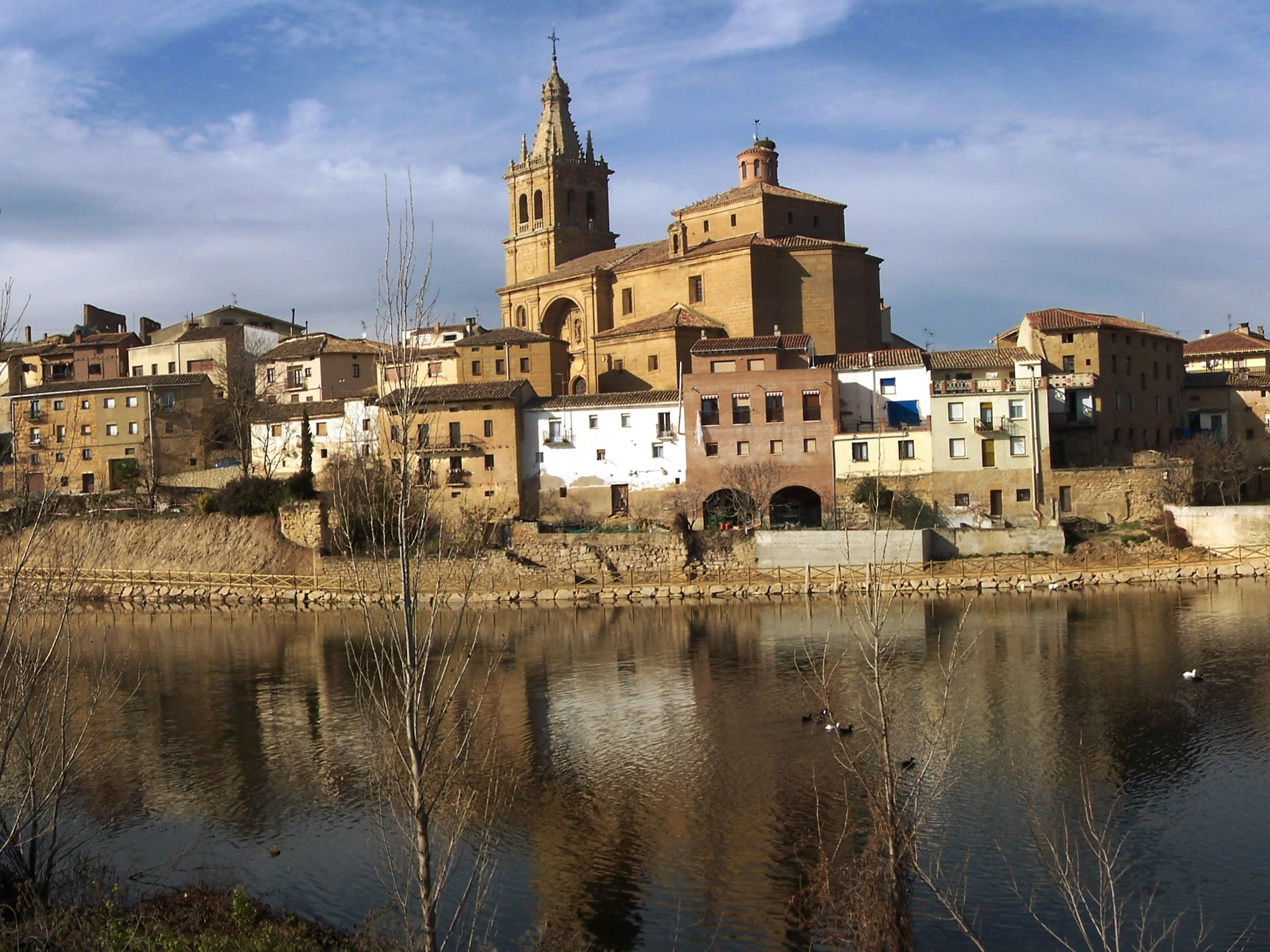
El pueblo de Briñas visto desde la otra orilla del río Ebro

## Demografía
Cuenta con una población de 187 habitantes (INE 2024).
| Gráfica de evolución demográfica de Briñas entre 1842 y 2021                                                          |
| |
| Población de derecho según los censos de población del INE. Población de hecho según los censos de población del INE. |

## Administración y política
| Periodo   | Nombre                         | Partido                 |
| --------- | ------------------------------ | ----------------------- |
| 1979-1983 | Isidro Bezares Ibarloza        | Agrupación de Electores |
| 1987-1991 | Tomás Luis Ramón Ayala Salazar | AP                      |
| 1991-1995 | Isidro Bezares Ibarloza        | PSOE                    |
| 1995-1999 | Roberto Salinas Bezares        | PSOE                    |
| 1999-2003 | Isidro Bezares Ibarloza        | PSOE                    |
| 2003-2007 | Roberto Salinas Bezares        | PSOE                    |
| 2007-2011 | Ángel Seisas Ruiz              | PP                      |
| 2011-2015 | Ángel Seisas Ruiz              | PP                      |
| 2015-2019 | Ángel Seisas Ruiz              | PP                      |
| 2019-2023 | Silvia Bahillo Legarda         | PSOE                    |
| 2023-act. | Silvia Bahillo Legarda         | PSOE                    |

## Economía

### Evolución de la deuda viva
El concepto de deuda viva contempla sólo las deudas con cajas y bancos relativas a créditos financieros, valores de renta fija y préstamos o créditos transferidos a terceros, excluyéndose, por tanto, la deuda comercial.
| Gráfica de evolución de la deuda viva del ayuntamiento entre 2008 y 2014                             |
| |
| Deuda viva del ayuntamiento en miles de Euros según datos del Ministerio de Hacienda y Ad. Públicas. |

La deuda viva municipal por habitante en 2014 ascendía a 728,11 €.

## Fiestas Locales
- Los días 14 y 15 de agosto se celebran las fiestas de la Virgen de la Asunción.
- El 16 de septiembre se conmemoran las fiestas en honor de San Cornelio y de San Cipriano. Santos del siglo III.